# Johann Christoph Hart
Johann Christoph Hart (* getauft am 19. Dezember 1641 in Ostheim; † 1719 in Kaltensundheim) war ein deutscher Orgelbauer.

## Leben und Werk
Johann Christoph Hart ist von 1670 bis 1672 nachweisbar als Schulmeister, ab 1672 als Organist und Orgelbauer in Kaltensundheim und ab 1682 als Organist und Orgelbauer in Kaltenwestheim. Zudem war er als Gastwirt tätig. Seine Heimatstadt Ostheim beauftragte ihn im Jahre 1673 mit dem Bau einer neuen Orgel für die Kirche St. Michael. Er baute „recht beachtliche Orgeln“ und lieferte seine Werke für Kirchen in Kaltensundheim und im Jahre 1685 in Hartershausen.

## Werkliste
| Jahr      | Ort            | Gebäude             | Bild | Manuale | Register | Bemerkungen                                   |
| --------- | -------------- | ------------------- | ---- | ------- | -------- | --------------------------------------------- |
| 1673      | Ostheim        | Stadtkirche         |      | I/P     | 12       | Neubau; 1738 nach Oberwaldbehrungen umgesetzt |
| 1683      | Kaltensundheim | St. Albanus         |      | II/P    | 21       | Umbau der Orgel von 1596                      |
| 1684–1685 | Hartershausen  | Evangelische Kirche |      | I       | 6        | Neubau                                        |
| 1694      | Kaltenwestheim | Evangelische Kirche |      | II/P    | 18       | Neubau                                        |
| 1701      | Helmershausen  | Evangelische Kirche |      |         |          | Neubau                                        |